# Plan Three
Plan Three ist eine schwedische Band.

## Geschichte
Sie wurde im Jahr 2000 gegründet. Die Band besteht aus dem Sänger Jacob Loven, dem Gitarristen Mathias Garneji, dem Bassisten Peter Kjellin, dem Keyboarder David Clewett, dem Schlagzeuger Kristoffer Folin und dem Co-Gitarristen Tommie Hammar.
Nach einigen Jahren der Live-Ausübung in Schweden und der Veröffentlichung selbst produzierter Demos unterschrieb die Band 2007 bei dem Label Dogmatic, eine Folge davon war die Veröffentlichung des ersten gemeinsamen Hits „Achilles Heel“ (zugeteilt von Universal Musics). Im selben Jahr wurde die ebenfalls schwedische Band Takida in ihrer Abschlusstournee unterstützt.
Im Jahr 2008 spielte die Band auf dem Peace-&-Love-Festival in Borlänge, Schweden; zur selben Zeit veröffentlichten sie eine neue Single namens 'Triggers'. Später, im November, traten sie mit 3 Doors Down in deren Show in Stockholm auf.
2009 unterschrieben die Künstler einen neuen Vertrag bei Ninetone Records, während des Sommers nahm die Band ihr Debütalbum „Screaming our Sins“ mit dem Produzenten Patrik Frisk auf. Das Album wurde am 25. November 2009 vorgestellt und wurde kontinuierlich weltweit präsent. 
Im Sommer 2010 spielte die Band im Pier Pressure Festival in Göteborg.

## Diskografie
Alben
- 2009: Screaming Our Sins

Singles
- 2007: Achilles Heel
- 2008: Triggers
- 2009: Still Broken
- 2010: Brush It Off
- 2011: Chasing Tornadoes